# Station Senice na Hané zastávka
Železniční zastávka Senice na Hané zastávka (Nederlands: Spoorweghalte Senice na Hané zastávka) is een station in de Tsjechische gemeente Senice na Hané. Het station ligt aan spoorlijn 273 (die van Červenka, via Litovel, Senice na Hané en Kostelec na Hané, naar Prostějov loopt). Het station is onder beheer van de SŽDC en wordt bediend door stoptreinen van de České dráhy. Naast het station Senice na Hané zastávka zelf, liggen ook de stations Odrlice en Senice na Hané in de gemeente Senice na Hané.
Červenka ↔ Červenka zastávka ↔ Litovel ↔ Litovel město ↔ Litovel předměstí ↔ Myslechovice ↔ Cholina ↔ Odrlice ↔ Senice na Hané zastávka ↔ Senice na Hané ↔ Náměšť na Hané ↔ Drahanovice ↔ Slatinice ↔ Třebčín ↔ Kaple ↔ Čelechovice na Hané ↔ Kostelec na Hané ↔ Prostějov místní nádraží ↔ Prostějov hlavní nádraží